# Универзитет у Багдаду
Универзитет у Багдаду (арап. جامعة بغداد) је државни универзитет у Багдаду. Највећи је универзитет у Ираку и десети у Арапском свету, као и највећи универзитет у Арапском свету ван Египта.